# Elecciones provinciales de Tucumán de 1958
Las elecciones generales de la provincia de Tucumán de 1958 tuvieron lugar el domingo 23 de febrero del mencionado año, con el objetivo de restaurar las instituciones democráticas constitucionales y autónomas de la provincia después de tres años de la dictadura militar autodenominada Revolución Libertadora, que había derrocado en 1955 al gobierno de Juan Domingo Perón, aboliendo las instituciones constitucionales y proscribiendo al Partido Peronista gobernante y al propio Perón. Fueron las decimoterceras elecciones desde la instauración del sufragio secreto en el país, aunque no fueron completamente libres y justas al realizarse con el peronismo impedido de participar.
Con la proscripción del peronismo, su rival natural, el radicalismo, se había dividido en dos partidos, la Unión Cívica Radical del Pueblo (UCRP), favorable a la proscripción, y la Unión Cívica Radical Intransigente (UCRI), contraria a la misma. En Tucumán, al radicalismo había estado dividido durante el período previo al peronismo, y la nueva división sirvió para canalizar la antigua división tucumana, hasta entonces suspendida por ser la principal fuerza opositora al oficialismo derrocado.
En el contexto del Pacto Perón-Frondizi, por el que Perón había accedido a apoyar al candidato presidencial radical intransigente, Arturo Frondizi, la UCRI triunfó en todas las provincias. En Tucumán, Celestino Gelsi, que ya había sido candidato radical a gobernador en 1951, resultó elegido con el 47.96% de los votos válidos, un margen de veintinueve puntos sobre el radical del pueblo Eudoro Aráoz, que obtuvo el 18.96%, quedando en tercer lugar el exgobernador Juan Luis Nougués, del partido conservador Defensa Provincial - Bandera Blanca, con el 11.53% de los votos. La UCRI obtuvo una aplastante mayoría en el Colegio Electoral Provincial, garantizando la elección de Gelsi sin complicaciones. Un 15.06% de los votos fueron en blanco, evidenciando la gran cantidad de peronistas que optaron por no votar por Gelsi. La Unión Popular (UP), un partido neoperonista que tenía prohibido presentar un candidato a gobernador, logró presentar una lista de candidatos a electores, que obtuvo el 6.61% del voto positivo. La participación fue del 84.90% del electorado registrado.
Gelsi no pudo completar su mandato constitucional ya que fue depuesto por una intervención federal durante el golpe de Estado del 29 de marzo de 1962.